# Paulina Peda
Paulina Katarzyna Peda (Chorzów, 18 de marzo de 1998) es una deportista polaca que compite en natación, especialista en el estilo mariposa. Ganó una medalla de oro en el Campeonato Europeo de Natación de 2024, en la prueba de 4 × 100 m estilos.

## Palmarés internacional
| Campeonato Europeo | Campeonato Europeo | Campeonato Europeo | Campeonato Europeo |
| Año                | Lugar              | Medalla            | Prueba             |
| ------------------ | ------------------ | ------------------ | ------------------ |
| 2024               | Belgrado (Serbia)  | Medalla de oro     | 4 × 100 m estilos  |